# Pachnoda viridana
Pachnoda viridana är en skalbaggsart som beskrevs av Blanchard 1850. Pachnoda viridana ingår i släktet Pachnoda och familjen Cetoniidae.

## Underarter
Arten delas in i följande underarter:
- P. v. rufipes
- P. v. ituriensis
- P. v. collarti
- P. v. karinae